# Tokugawa Ienari
Tokugawa Ienari (徳川 家斉?   18 de noviembre de 1773–22 de marzo de 1841) era hijo del shōgun Tokugawa Ieharu y fue el decimoprimer shōgun Tokugawa de Japón. Gobernó entre 1786 y 1837, siendo el shōgun con más tiempo de gobierno (50 años). Fue conocido por el gran número de concubinas que tuvo (se estima que cuarenta) y tuvo 55 hijos (en la película Nemuri Kyoshiro; muchos de estos hijos son villanos en la historia).
La mayoría de los hijos de Ienari fueron adoptados por varios daimyō en Japón, y algunos tuvieron roles importantes en el Bakumatsu y en la Guerra Boshin. Algunos de ellos incluyen a Hachisuka Narihiro (Tokushima han), Matsudaira Naritami (Tsuyama han), Tokugawa Narikatsu (primero en la rama Shimizu-Tokugawa y luego al Wakayama han), Matsudaira Narisawa (Fukui han), y otros.